# Раабе, Вильгельм
Ра́абе, Вильгельм (нем. Wilhelm Raabe; 8 сентября 1831, Эшерсхаузен — 15 ноября 1910, Брауншвейг) — немецкий писатель-романист, первоначально известный под псевдонимом Якоб Корвинус (нем. Jakob Corvinus). Представитель поэтического реализма, работал в социальной тематике.
Вильгельм Раабе выступил на литературное поприще идиллией Die Chronik der Sperlingsgasse (1857) и фантастическими рассказами Halb Mehr, halb Mehr (1859).
В последующие 35 лет Раабе написал более двух десятков популярных романов. В своих лучших произведениях (романы Der Hungerpastor, Abu Telfan, Der Schüdderump) Вильгельм обнаруживает много юмора и соединяет стремление к истинному реализму со склонностью к фантастической изобретательности замысла.
В своих позднейших произведениях (Pfisters Mühle, Stopfkuchen) Pаабе несколько злоупотребляет вычурностью стиля. Другие более известные произведения писателя: Ferne Stimme (1865), Horacker (4 изд., 1891), Prinzessin Fisch (1883), Gesammelte Erzählungen (1896) и др.
Изображен на почтовой марке ГДР 1981 года.